# Нотатки шукача
«Нотатки шукача» (англ. The Questor Tapes) — американський драматичний науково-фантастичний фільм 1974 року про андроїда (у виконанні Роберта Фоксворта) з неповними записами у пам'яті, який шукає свого творця і своє призначення. Сценарій, задуманий Джином Родденберрі, який зазначений як виконавчий консультант, належить Родденберрі та його колезі, сценаристу «Зоряного шляху» Джину Л. Куну. Режисером став Річард Колла. Новелізацію написана Д. К. Фонтана (ще одна сценаристка «Зоряного шляху») і присвятила Куну, який помер ще до виходу фільму в ефір.

## Сюжет
Проект «Квестор» — дітище геніального Еміля Васловіка, доктора філософії, нобелівського лауреата. Васловік розробив плани зі створення андроїда-надлюдини. Команда найкращих світових експертів здатна створити андроїда, хоча вони не повныстю розуміють дію компонентів, з якими працюють, вони здатні лише слідувати інструкціям і встановлювати деталі, залишені зниклим Васловиком. Спроби розшифрувати касету з програмуванням виявилися не просто невдалими — вони також стерли приблизно половину вмісту касети. Вони вирішують замінити її власною програмою, незважаючи на заперечення Джеррі Робінсона (Майк Фаррелл), єдиного члена команди, який дійсно працював з доктором Васловіком. Його переконує керівник проекту Джеффрі Дарроу (Джон Вернон). Коли тіло андроїда вже готове, завантажують нову касету, але без жодних видимих результатів. У відчаї Робінсон переконує Дарроу дозволити завантажити касету Васловика — те, що від неї залишилося. І знову команда розчарована, адже жодної реакції не спостерігається.
Залишившись на самоті, андроїд оживає. Він додає різні косметичні штрихи до раніше безвиразної зовнішньої шкіри, перетворюючись з «воно» на «він», і він (Роберт Фоксворт) залишає лабораторію, щоб відвідати офіс і архів Васловіка; саме там він вперше ідентифікує себе як частину проекту «Квестор». Потім андроїд розшукує Робінзона, якого змушує супроводжувати його в пошуках Васловика, а Дарроу переслідує їх обох, дотримуючись незначних даних у його оригінальному програмуванні.
Квестор (який стає все більш «людським» по мірі розвитку сюжету) знає лише те, що він має відношення до «водного транспортного засобу» — човна. І що якщо він не знайде Васловіка до кінця відліку часу, ядерний генератор в його животі перевантажиться і вибухне. Васловік запрограмував це в ньому, щоб запобігти зловживанню його творінням, а час спливає. Пара, подорожуючи Англією, тікає з-під варти і потрапляє до будинку леді Гелени Трімбл (Дана Вінтер), яка знала Васловика та працювала з ним. (Її ім'я було даниною поваги Бджо Трімблу, який очолював фан-кампанію за збереження «Зоряного шляху» в ефірі). Після того, як Робінсон відмовляється від наївної пропозиції Квестора спокусити леді Гелену, щоб отримати інформацію, Квестор оголошує, що він зробить цю спробу, додавши: «Я повністю функціональний».
Щойно Квестор розшифровує підказки і повідомляє Робінзону, що знає, де знаходиться Васловік, як його розстрілює британський солдат у парку, після чого він повертається в лабораторію. Робінзон ремонтує «Квестора», і Дэрроу пропонує йому два варіанти: Якщо Робінзон вмонтує в андроїда передавач самонаведення, їм дадуть літак, щоб знайти Васловіка, але якщо Робінзон відмовиться, андроїда просто відвезуть у безпечне місце, де вибух нікому не загрожуватиме. Робінзон імплантує маячок, і вони летять на гору Арарат; імператив «човна», як зрозумів Квестор за кілька хвилин до того, як його застрелили, стосувався Ноєвого ковчега.
Робінзон і Квестор добираються до печери, захованої всередині гори Арарат, за лічені секунди. Таймер Квестора в безпеці, і він знаходить Еміля Васловіка (Лью Ейрс), який розповідає Квестору і Робінзону, що він теж андроїд. Квестор — останній із серії, що повертається до «світанку цього світу», залишеного там «Майстрами», щоб служити і захищати людство. Вони діяли за законом, який Васловік цитує Квестору:
"We protect, but we do not interfere. Man must make his own way. We guide him — but always without his knowledge."
Кожен з попередніх андроїдів Майстрів мав термін служби кілька сотень років, після закінчення якого кожен збирав собі заміну. Несподіваний, стрімкий розвиток ядерної фізики та радіоактивні опади від наземних ядерних випробувань пошкодили Васловіка. Дизайн Квестора виправив ці недоліки, і нарешті Васловік може спокійно померти, попросивши Робінзона допомогти Квестору дізнатися про людство.
Дарроу, простеживши за парою, почув достатньо, щоб зрозуміти, наскільки важливо, щоб Квестор мав змогу виконати свою місію. На жаль, він привів із собою військових, щоб знищити андроїда. Цинічний Дарроу вважає, що це доказ того, що людство не заслуговує на допомогу Квестора. Квестор переконує його в протилежному.
Вирішивши пожертвувати власним життям заради Квестора, Дарроу забирає передавач і йде, повідомивши військовому командиру, що не тільки Васловік з'їхав з глузду, але й андроїд втік, і щоб той вислав винищувачі, коли сигнал маяка буде прийнятий. Потім він злітає на літаку, яким користувалися Квестор і Робінзон, увімкнувши передавач на ходу, щоб вони подумали, що андроїд на борту.
Робінзон і Квестор, тепер уже за межами печери, дивляться в небо. Робінзон каже Квестору, що нічого не бачить, на що андроїд відповідає: «I wish that I could not.» Це його перший словесний вираз емоцій, адже перший візуальний вираз емоцій у Квестора стався, коли його таймер був у безпеці; тоді він дивився на Робінзона з посмішкою. Потім літак знищується, Дарроу помирає. Квестор і Робінзон починають свою місію разом.

## У ролях
- Роберт Фоксворт — Квестор
- Майк Фаррелл — Джеррі Робінсон
- Джон Вернон — Джеффрі Дарроу
- Лью Ейрс — доктор Еміль Васловік
- Джеймс Шигета — доктор Чен
- Роберт Дуглас — доктор Майклз
- Дана Вінтер — леді Гелена Трімбл
- Маджел Барретт — доктор Бредлі
- Еллен Вестон — Еллісон Семпл
- Фред Садофф — доктор Одре
- Вальтер Кеніг — адміністративний помічник

## Фільмування

### Розробка
Стрічка була пілотним епізодом для майбутнього телевізійного серіалу. Серіал з 13 епізодів був затверджений перед тим, як телевізійний фільм вийшов в ефір, а Фоксворт і Фаррелл підписали контракти на виконання своїх ролей. За лаштунками до акторів приєдналися продюсери Майкл Роудс і Ерл Бут, а також редактор сюжету Ларрі Александер. Серіал отримав зелене світло і був запланований на вечір п'ятниці о 22:00 на NBC — у «смертельному проміжку», де закінчився останній сезон оригінального Зоряного шляху.
Конфлікт між Родденберрі та Universal і NBC щодо змісту запропонованого серіалу прирік його на провал, зокрема ігнорування одкровення наприкінці телефільму та усунення ключового персонажа Джеррі Робінсона. Ці зміни виявилися занадто сильними для Родденберрі, який відмовився від проекту. Жодного епізоду не було знято.
Ця стрічка була однією із серії телевізійних фільмів, в яких брав участь Родденберрі, до якої також входили Genesis II, Planet Earth, Strange New World і Spectre. Усі вони були задумані як пілотні; жоден з них не став серіалом.

### Кастинг
Спочатку на роль Квестора запросили Леонарда Німоя. Він позував у гримі для постановочних фотографій і погодився зніматися в щотижневих серіях, якщо його візьмуть. Однак Родденберрі найняв Роберта Фоксворта. На роль Джеррі Робінсона був обраний Майк Фаррелл.

### Тематика
«The Questor Tape» був другим зверненням Родденберрі до ідеї зовнішньої сили, яка доброзичливо допомагає людському розвитку. У 1968 році він у співавторстві з Артом Воллесом написав епізод «Зоряного шляху», який також слугував потенційним пілотним серіалом спін-оффу, під назвою «Завдання: Земля». У цій історії Гері Севен був людиною, чиї предки були викрадені з Землі близько 4000 року до нашої ери. Повернувшись на Землю наприкінці 20-го століття, він отримав завдання переконатися, що людство не знищить себе за допомогою ядерної зброї. У майбутньому серіалі він мав би виконувати інші місії для захисту людства.
У «The Questor Tape» походження Квестора також позаземне, а його місія — служити і захищати людство залишається такою ж, як і у Гері Севена.

### Музика
Музику до «The Questor Tape» написав Жіль Мелле, джазовий музикант, саксофоніст, композитор, також відомий як художник. (Деяка його музика для «The Questor Tape» згодом увійшла до фільму «Kolchak: The Night Stalker»). Обидва фільми були розроблені та вироблені на студії Universal). Мелле також відомий як автор музики до фільмів «Мій милий Чарлі», «Того літа» та «Франкенштейн: Правдива історія». Його найвідомішою музикою до фільму був «Штам „Андромеда“, режисер якого, Роберт Вайз, згодом зняв „Зоряний шлях: Фільм“.

### Прем'єра та розповсюдження
Стрічка „The Questor Tapes“ вийшла в ефір на каналі NBC 23 січня 1974 року. Телефільм був випущений на DVD у форматі MOD (Manufacture-On-Demand) 18 вересня 2012 року студією Universal Pictures Vault Series для регіона 0.

### Номінації та нагороди
У 1975 році „The Questor Tapes“ був номінований на премію Г'юго за найкращу драматичну постановку.

## Спадщина

### Зоряний шлях: Наступне покоління
Син Джина Родденберрі, Род, підтвердив, що андроїд Квестор був натхненником для персонажа Дейта з пізнішого фільму Родденберрі „Зоряний шлях: Наступне покоління“. У сцені в казино, розташованому в нічному клубі Лондона, Квестор знаходить („завантажені“) кубики, а їхнє подальше перекладання в його сильній руці пізніше було продубльовано Дейтом в частині „The Royale“.

Ще один жарт для своїх між Квестором і Дані походить зі сцени, в якій Квестор обговорює людську властивість „домовлятися“ через сексуальну активність, повідомляючи Робінсону: „Я повністю функціональний“. Хоча в „The Questor Tapes“ такої активності немає, в епізоді „The Naked Now“, наступного покоління», Квестор також коментує Таші Яру: «Я повністю функціональний».

### Можливий ремейк
Герберт Дж. Райт, який мав довгу дружбу з Родденберрі, був тісно пов'язаний з серіалом, який так і не був знятий. Вони познайомилися, коли Райт дізнався про фільм, закохався в історію і захотів брати участь у серіалі. Після кількох проб Райт отримав дозвіл на участь, але так і не дочекався, оскільки серіал було знято з виробництва через творчі розбіжності Родденберрі зі студією. Райт протягом багатьох років не полишав цю ідею, сподіваючись, що серіал буде реалізований.
Коли права нарешті повернулися до родини Родденберрі на початку 2000-х років, Райт отримав права з благословення родини Родденберрі на продюсування серіалу. У 2003 році Райт провів кілька промо-акцій для серіалу на прес-конференціях. Райт навіть зарезервував місця для зйомок під час роботи над сценарієм. Згодом Райт захворів і виробництво затрималось на рік. Райт помер у 2005 році, не встигнувши нарешті втілити серіал в життя.
У січні 2010 року Roddenberry Productions оголосила, що працює з Imagine Entertainment над пілотним проектом нової версії «The Questor Tapes». Більше ніякої інформації ніколи не було доступно.
У січні 2010 року Roddenberry Productions оголосила, що працює з Imagine Television над пілотним проектом нової версії The Questor Tapes.